# Santa Maria Immacolata all'Esquilino (diaconia)
Santa Maria Immacolata all'Esquilino (in latino Diaconia Sanctæ Mariæ Immaculatæ in Exquiliis) è una diaconia istituita da papa Francesco nel 2018, che insiste sulla chiesa di Santa Maria Immacolata all'Esquilino.

## Titolari
- Konrad Krajewski, dal 28 giugno 2018